# Amyema gaudichaudii
Amyema gaudichaudii é uma planta da família Loranthaceae, endémica do leste da Austrália. Como outros viscos, é uma planta fitoparasita aérea, arbustiva e arborizada. Tem folhas relativamente pequenas, em forma de cunha, e pequenas flores vermelhas escuras dispostas em grupos de três. Apenas cresce em algumas espécies de Melaleuca.

## Taxonomia e nomenclatura
Este visco foi formalmente descrito em 1830 por Augustin Pyramus de Candolle, que lhe deu o nome de Loranthus gaudichaudii e publicou a descrição em Prodromus Systematis Naturalis Regni Vegetabilis.

## Ecologia
Este visco é uma fonte de alimento para as lagartas de várias borboletas do género Delias, como a Delias aganippe e a Delias nysa, e também serve de alimento para a amaryllis Ogyris.